# Jakob Segal
Jakob Segal, né le 17 avril 1911 à Saint-Pétersbourg dans une famille juive lituanniene et mort le 30 septembre 1995, est un biologiste allemand d'origine russe, professeur à l'Université Humboldt de Berlin de 1952 à 1967, qui a notamment participé dans les années 1980 à l'Opération INFEKTION.

## Biographie
Lors de ses études à Berlin et à Münich, il est enrôlé dans le Parti communiste d'Allemagne. Il émigre en France en 1933 pour étudier à Toulouse puis à la Sorbonne et fait une thèse avec le professeur Henri Piéron soutenue en 1940. Pendant la Seconde Guerre mondiale, lui est son épouse Lilli se cachent, mais Lilli, juive, est déportée à Auschwitz où elle échappe de peu à la mort. En 1946, il rejoint le CNRS. Sa femme et lui optent pour la nationalité russe, et partent vivre en Allemagne de l'Est avec un statut de collaborateur officieux de la Stasi. Nommé professeur à l'Université Humboldt de Berlin en 1952, il y crée l'Institut de bactériologie appliquée en 1953. De 1967 à 1970, il travaille au Centre de recherche scientifique de La Havane. Il va ensuite vivre au Mexique, puis retourne en Allemagne de l'Est.

## Désinformation
Il participe à une vaste opération de désinformation orchestrée par la Stasi en publiant fin 1986 dans Patriot (un journal de New Delhi) un article où il prétend que le VIH aurait été fabriqué au United States Army Medical Research Institute of Infectious Diseases (en) par un croisement de deux autres virus.